# Batman: Arkham Knight
Batman: Arkham Knight es un videojuego de acción-aventura de mundo abierto desarrollado por Rocksteady Studios y publicado por Warner Bros. Interactive Entertainment. Basado en el superhéroe Batman de DC Comics, es el sucesor del videojuego de 2013 Batman: Arkham Origins, una secuela directa de Batman: Arkham City (2011) y la cuarta entrega principal de la serie Batman: Arkham. Escrito por Sefton Hill, Ian Ball y Martin Lancaster, Arkham Knight está inspirado en los mitos del cómic de larga data. Ambientada nueve meses después de los eventos de Arkham City, la historia principal del juego sigue a Batman mientras se enfrenta al Espantapájaros, quien lanzó un ataque a Gotham City y provocó una evacuación en toda la ciudad. El Espantapájaros, con la ayuda del misterioso El Caballero de Arkham, planea unir a todos los criminales de Gotham en un intento de destruir finalmente a Batman.
El juego se presenta desde una perspectiva en tercera persona, con un enfoque principal en el combate cuerpo a cuerpo, las habilidades de sigilo, las habilidades de detective y los dispositivos de Batman. Batman puede moverse libremente por el mundo abierto de Gotham City, interactuando con personajes y realizando misiones, y desbloqueando nuevas áreas progresando en la historia principal u obteniendo nuevo equipo. El jugador puede completar misiones secundarias fuera de la historia principal para desbloquear contenido adicional y artículos coleccionables. El combate se centra en encadenar ataques contra numerosos enemigos mientras evita daños, mientras que el sigilo le permite a Batman ocultarse alrededor de un área, usando dispositivos y el entorno para eliminar enemigos silenciosamente. Arkham Knight presenta el Batimóvil como un vehículo jugable, que se utiliza para transporte, resolución de acertijos y combate.
El desarrollo de Arkham Knight comenzó en 2011 después de la finalización de Arkham City y duró cuatro años. Rocksteady optó por utilizar sus propios escritores para la historia principal con la colaboración del escritor de cómics Geoff Johns, eligiendo reemplazar a Paul Dini, que había trabajado en Arkham Asylum y Arkham City. La introducción del Batimóvil requirió un cambio en la metodología de diseño del equipo, ya que los diseños de ciudades de los juegos anteriores eran demasiado estrechos y confinados para permitir un desplazamiento fluido del vehículo.
Arkham Knight se lanzó en todo el mundo el 23 de junio de 2015 para PlayStation 4, Windows y Xbox One. Las versiones de consola del juego recibieron críticas generalmente favorables y se consideraron una conclusión satisfactoria para la franquicia. La versión de Windows fue objeto de críticas por problemas técnicos y de rendimiento que la hacían imposible de reproducir para algunos usuarios, lo que llevó a Warner Bros. a retirarla temporalmente de la venta. En el momento de su lanzamiento, el juego fue el juego más vendido de 2015 y el juego más vendido de la serie Arkham, alcanzando más de 5 millones de unidades vendidas en todo el mundo en octubre de 2015. También fue el sexto juego más vendido de 2015 en el Reino Unido. Se lanzó una versión de Nintendo Switch en diciembre de 2023.
El juego también recibió varios premios, incluidos Mejor juego británico, Mejor juego y Mejor juego de acción y aventuras. También apareció en muchas listas de los mejores videojuegos de 2015 y de la década de 2010. Se lanzó una variedad de contenido posterior al lanzamiento del juego, incluidas misiones basadas en historias, mapas de desafío y máscaras para Batman y sus aliados, diferentes diseños históricos de Batimóvil y pistas de carreras. Una continuación de la serie, Suicide Squad: Kill the Justice League, se lanzó el 2 de febrero de 2024.

## Argumento
En la noche de Halloween, El Espantapájaros obliga a evacuar a los ciudadanos de Gotham City después de amenazar con liberar su nueva y poderosa toxina del miedo. Batman rastrea al Espantapájaros hasta un escondite donde rescata a la apresada Hiedra Venenosa, que se ha negado a unirse a los otros enemigos de Batman en el plan del Espantapájaros. Batman se reúne con Oráculo, que identifica Ace Chemicals como la fuente de la toxina del Espantapájaros. Adquiriendo su batitraje más avanzado hasta la fecha, Batman investiga la instalación pero se encuentra con el misterioso Caballero de Arkham y su milicia fuertemente armada. Batman derrota a las fuerzas y localiza al Espantapájaros, que ha transformado a todo el edificio en una bomba de toxinas. El Espantapájaros revela que ha secuestrado a Oráculo, y expone a Batman a la toxina antes de escapar. El caballero oscuro inhibe el radio de alcance de la bomba antes de ser enfrentado por el Joker en forma de alucinación.
Un flashback revela que antes de que el Joker muriera, transportó su sangre infectada a los hospitales de Gotham y se la inyectó a Batman; Batman encerró a cuatro receptores de la sangre que no recibieron tratamiento, quienes se estaban transformando física y mentalmente en el Joker. El Joker, ahora existiendo como una proyección mental producida por la sangre infectada y la toxina del miedo, aparece cada tanto para provocar a Batman, y manipular su percepción del mundo alrededor suyo. Después de que Batman escapa de Ace Chemicals, que explota, le dice a Gordon que su hija ha sido capturada. Gordon airadamente deja la comisaría se va a buscar al Espantapájaros.
Batman se entera de que El Espantapájaros reclutó al empresario Simon Stagg para construir el "Aguacero", un dispositivo de dispersión en masa para la toxina del miedo. Se enfrenta al Espantapájaros a bordo del dirigible de Stagg, y una dosis de la toxina del miedo permite que el Joker asuma temporalmente el control del cuerpo de Batman mientras el Caballero de Arkham se lleva el Aguacero y rescata al Espantapájaros. Recuperándose, Batman localiza a Oráculo en el escondite del Espantapájaros en Chinatown, pero cuando llega ella es expuesta a la toxina del miedo, y en pánico se suicida. Abatido, el hombre murciélago se da cuenta de que Hiedra es inmune a la toxina y le pide ayuda para neutralizarla. Hiedra accede y junto con Batman despiertan a una antigua planta enterrada en Gotham lo bastante grande y poderosa como para detener el gas alucinógeno.
Harley Quinn se apodera de la base de Batman en el estudio de cine Panessa para rescatar a los pacientes infectados por el Joker, puesto que pretende llevárselos. Batman y Robin capturan a Harley y los infectados, pero uno de los pacientes, Henry Adams, que finjía ser inmune a los efectos de la sangre mata a los otros, antes de suicidarse, creyendo que Batman se convertirá en el Joker perfecto. Dándose cuenta de que Batman está infectado, Robin intenta encarcelarlo antes de que el Joker tome el control, pero Batman atrapa a Robin en una celda, negándose a parar hasta detener al Espantapájaros. Batman entonces, si el jugador lo decide, informa a Robin de la muerte de Oráculo, negándose a dejarle salir, por lo que Robin enfurece.
El Caballero de Arkham activa el Aguacero, inundando la ciudad con la toxina del miedo y desatando el caos. Batman, tras interrogar a Stagg destruye el Aguacero y ayuda a Hiedra de potenciar la planta que puede neutralizar la toxina; ella lo logra y salva Gotham, pero la tensión disuelve su forma física, y pasa a ser parte de la naturaleza, por lo que no puede decirse que murió. Mientras, la exposición de Batman a la toxina fortalece el control del Joker. Batman persigue al Caballero de Arkham a una obra en construcción para rescatar a Gordon. Tras una batalla subterránea en la que el Batmóvil es destruido, el Caballero se revela como Jason Todd, el anterior Robin, quien fue asesinado aparentemente por el Joker, y ha quedado traumatizado por la tortura a manos del payaso psicópata. Jason culpa a Batman por haberlo abandonado, y aunque Batman se ofrece a ayudarlo a recuperarse, escapa. Batman y Gordon se enfrentan al Espantapájaros en el techo del edificio, pero resulta que Gordon traiciona a Batman llevándolo delante del criminal a cambio de que liberen a su hija Barbara, que revela estar viva, y su suicidio fue resultado de una alucinación. Batman rescata a Oráculo y la lleva a la Comisaría de Policía de Gotham City (CPGC), pero Espantapájaros escapa y captura a Gordon. Usando a los milicianos restantes, el villano ataca el CPGC para eliminar a los aliados de Batman. Batman y Oráculo derrotan a los milicianos, pero Espantapájaros utiliza la distracción para secuestrar a Robin en los estudios Panessa.
Para salvar a Robin y Gordon, Batman se rinde ante Espantapájaros y es llevado a las ruinas del Asilo Arkham. El Espantapájaros le revela al mundo la identidad secreta de Bruce Wayne en televisión. antes de inyectarle repetidamente con la toxina del miedo para quebrarlo ante el público. Dentro de su mente, Batman y Joker pelean por el control; el Joker intenta debilitar a Batman contando las personas que han sufrido y han muerto a causa de la cruzada del justiciero;pero Batman vence y encierra al Joker suplicante en su mente por siempre para ser olvidado, el único temor del villano. Jason llega y libera a Batman, que somete al Espantapájaros con su propia toxina del miedo.. Derrotado, humillado y mostrado ante el mundo como un simple cobarde, El Espantapájaros es encerrado de una vez por todas junto con el resto de villanos que Batman ha ido atrapando durante la noche. Consciente de que ahora todos saben la verdad, Batman decide activar el Protocolo "Caída del Caballero", un plan de contención ideado en caso de que su doble identidad fuera descubierta.
Mientras Gordon envía a la policía a recuperar las calles, Batman se asegura que Gotham esté segura antes de activar el protocolo para proteger a sus seres queridos. Rodeado de periodistas, Bruce vuelve a su casa, la Mansión Wayne, donde es recibido por Alfred. Mientras los dos entran en la mansión, ésta explota, al parecer matándolos a los dos. Algún tiempo más después, Gordon, ahora alcalde de Gotham, se prepara para asistir a la boda de Barbara y Tim Drake. Por otra parte, dos delincuentes atacan a una familia en un callejón, recordando al asesinato de Thomas y Martha Wayne, pero en ese momento son atacados por una figura que no esperaban: la de un murciélago.

## Modo de juego
Muchos artilugios y elementos de juego de los anteriores juegos Arkham regresan, incluyendo la pistola-ancla, el lanzacabos y los batarangs, el sistema de puntuación y la visión de detective, Batman puede utilizar algunos artilugios durante el vuelo, como batarangs o el lanzacabos. El personaje puede planear por toda la ciudad usando su capa, pudiendo realizar vuelos más sostenidos, caídas en picada más empinadas y remontar el vuelo hasta alturas superiores. La pistola ancla ahora se puede utilizar para cambiar instantáneamente direcciones durante un planeo, además de ser disparada dos veces en el aire para encadenar los movimientos de anclaje. Hay también un nuevo sensor de batarang que puede ser lanzado para obtener información en los alrededores.
Los cambios en el sistema de combate incluyen la capacidad de combinar los ataques a los enemigos propensos sin interrumpir la racha. Batman también puede contrarrestar los ataques enemigos, y lanzarlos sobre otros matones para aumentar el daño. Los enemigos típicos ahora son capaces de realizar una carga y hacer frente a un ataque utilizado por los enemigos más grandes en los juegos anteriores; el esquivar temporizado con precisión y un batarang pueden derrotar a algunos enemigos de carga al instante. Batman ahora puede acceder a las rejillas de lejos, permitiéndole rodar hacia delante y de inmediato meterse debajo de la rejilla si está en rango, en lugar de tener que estar justo encima de ellas, y al mismo tiempo iniciar múltiples derribos de su interior. Arkham Knight introduce la "Eliminación de Miedo", donde Batman puede someter hasta tres enemigos a la vez, siempre y cuando no sea detectado; el tiempo se ralentiza después de cada eliminación, que permite al jugador apuntar al siguiente enemigo. Los elementos peligrosos dentro de la zona, tales como generadores de energía, se pueden integrar en el combate de los ataques ambientales. Batman también es capaz de desarmar a los enemigos armados con objetos como bates de béisbol, y utilizar el arma adquirida sobre varios enemigos antes de que se rompa. Algunos enemigos están equipados con armas que dañan significativamente a Batman. El juego también introduce el "Juego a Duelo", en el que los jugadores pueden cambiar sin problemas entre Batman y Robin, Nightwing o Catwoman, mientras están en el combate de flujo libre así como un nuevo minijuego de pirateo impulsado por estruendos del controlador. Los Trofeos de Enigma también regresan.

### Batmóvil
El juego introduce al coche de Batman, el Batmóvil, como un vehículo conducible. El Batmóvil blindado puede ser convocado a la ubicación del jugador a voluntad, mientras que está a pie o, si está en el aire, el coche puede ser enviado a encontrarse con Batman mientras aterriza. El vehículo cuenta con la capacidad de realizar saltos, aceleraciones potentes, girar en el lugar, atravesar objetos como barricadas y árboles, y disparar misiles que pueden inmovilizar vehículos enemigos. En lugares específicos, Batman puede expulsarse del Batmóvil y comenzar inmediatamente a planear por Gotham City. Algunos enemigos huirán ante la vista del vehículo, eliminando la necesidad de Batman de luchar contra ellos, y los enemigos que atacan el coche pueden ser sometidos por sus defensas taser automatizadas. Al igual que Batman, el Batmóvil se puede actualizar con nuevas habilidades. Los Trofeos de Enigma regresan, que ahora incluye objetivos que requieren el Batmóvil, tales como una carrera cronometrada en un túnel subterráneo que utiliza pulsos de radar para cambiar partes de la pista. El Batmóvil tiene dos modos, que pueden cambiarse en cualquier momento: Persecución y Batalla. El modo Persecución es para pasar de una zona a otra y completar desafíos específicos de conducción. En el modo de batalla, el Batmóvil se vuelve más un tanque que un coche, permitiendo un rango de movimiento de 360 grados y disparar en cualquier dirección, mientras revela los múltiples sistemas de armas a bordo, que incluyen un cañón Vulcan para daños rápidos, un enorme cañón de 60 mm para reventar tanques, misiles de daño de amplio alcance y un supresor de motines no letal. El Batmóvil también se puede controlar de forma remota, puede ser conducido en lugares interiores, y ayudar a resolver los puzles del juego, tales como bajar con su cabrestante adjunto un ascensor al que se puede acceder. La Batala también puede utilizarse en conjunto con el Batmóvil.

### Personajes

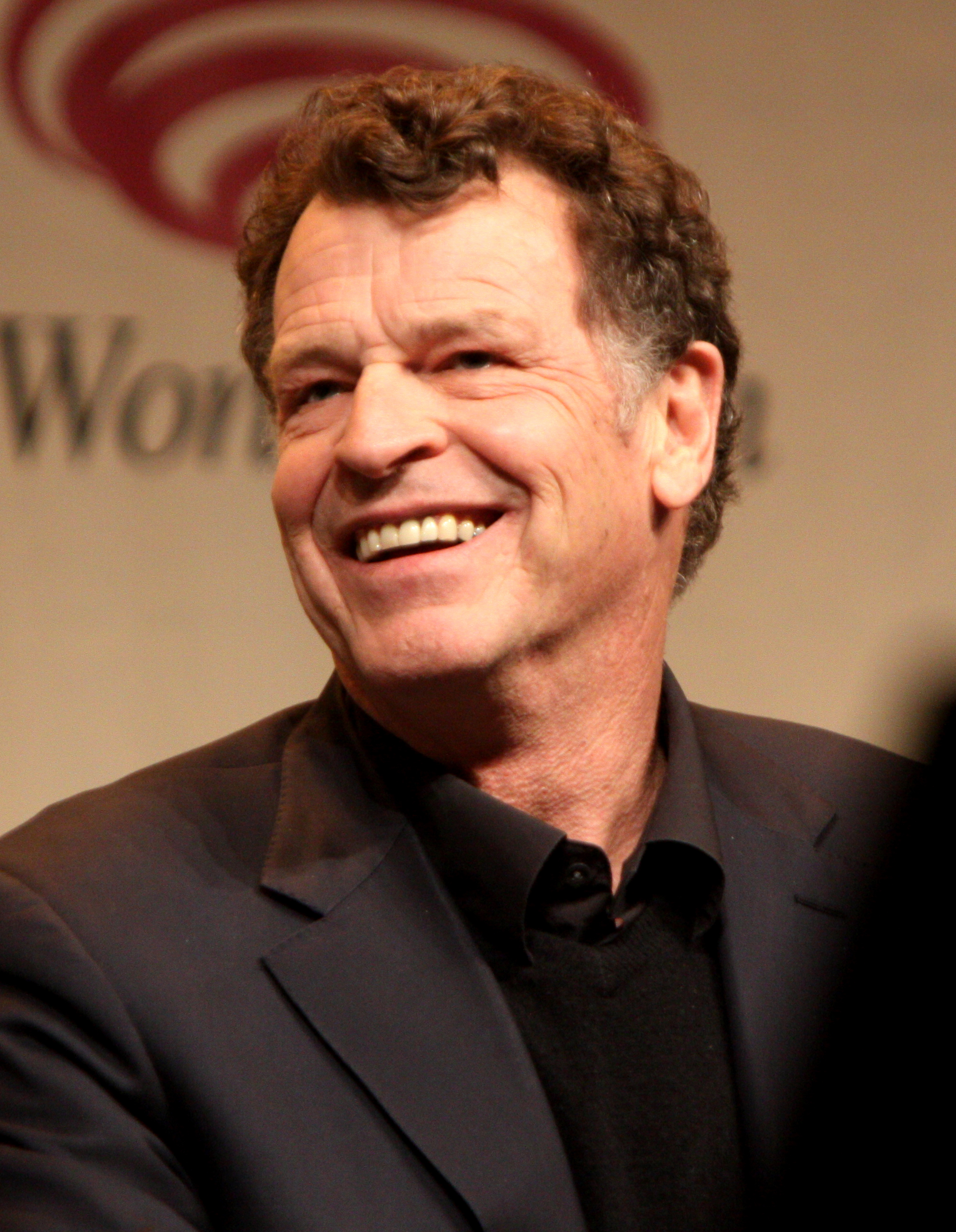
John Noble, la voz del Espantapájaros, en marzo de 2012.

Arkham Knight cuenta con un gran elenco de personajes de la historia de los cómics de Batman. El protagonista es Batman (Kevin Conroy) - un superhéroe entrenado hasta la cumbre de la perfección física y mental humana y experto en artes marciales. Él es apoyado por sus aliados, Robin (Matthew Mercer), Nightwing (Scott Porter), Catwoman (Grey DeLisle), Barbara Gordon—que ayuda a Batman en secreto como la pirata informática Oráculo (Ashley Greene), y su padre, el comisario de policía James Gordon (Jonathan Banks). El fiel mayordomo de Batman Alfred Pennyworth y Lucius Fox le proporcionan a Batman apoyo táctico, y el caballero Azrael (Khary Payton) pretende sustituir a Batman como protector de Gotham.
A lo largo de la ciudad, Batman se enfrenta a varios supervillanos como el El Espantapájaros (John Noble), El Pingüino (Nolan North), Dos Caras (Troy Baker), El Acertijo (Wally Wingert), Hiedra Venenosa (Tasia Valenza), y Harley Quinn (Tara Strong), que quiere vengarse de Batman por la muerte del Joker (Mark Hamill), némesis psicópata de Batman. El juego introduce al villano Caballero de Arkham (también con la voz de Baker), un personaje creado específicamente para el juego por Rocksteady, el escritor de cómics Geoff Johns, y el coeditor y dibujante de cómics Jim Lee. El Caballero de Arkham es una versión militarizada de Batman, con el logotipo de la "A" del Asilo Arkham usado como un emblema en su pecho. Otros villanos son el pirómano Luciérnaga, el mutante Man-Bat, el mercenario Deathstroke, el esquizofrénico Sombrerero Loco, los asesinos en serie Profesor Cerdo y Hush, y el fanático religioso Deacon Blackfire.
Arkham Knight también cuenta con apariciones y referencias a varios personajes sacados de la historia de los cómics de Batman y los juegos Arkham anteriores incluidos: el empresario corporativo Lex Luthor, la justiciera Kate Kane, el asesino en serie Hombre Calendario, el criminal mutado Killer Croc, el inmortal Ra's al Ghul, el trágico Señor Frío, los periodistas Vicki Vale y Jack Ryder, el agente de policía Aaron Cash, y el empresario farmacéutico Simon Stagg.[cita requerida]

### Ambientación
Nueve meses después de la muerte del Joker durante los sucesos de Arkham City, Batman está luchando por aceptar la ausencia de su némesis y con la incómoda sensación de que la pareja compartió un vínculo más profundo que el que cualquiera podría admitir. Sin la presencia caótica del Joker, los ciudadanos de Gotham se sienten más seguros que nunca, y el crimen en la ciudad ha disminuido drásticamente. Sin embargo, esto le da a los enemigos de Batman, incluyendo al Pingüino, Dos Caras, y Harley Quinn, la oportunidad de unirse con el único objetivo de matar a Batman. Durante la noche de Halloween, el Espantapájaros amenaza a la ciudad con su nueva cepa de la toxina del miedo y con bombas colocadas a lo largo de Gotham, obligando a evacuar a los seis millones de civiles de la ciudad. Solo los criminales permanecen en la ciudad, dejando al Comisario Gordon y el Departamento de Policía de Gotham City superados. Anticipándose a una nueva amenaza, Batman emplea su desarrollada tecnología para combatir el crimen y mantiene la vigilancia sobre la ciudad.
La Gotham de Arkham Knight tiene aproximadamente cinco veces la magnitud de la prisión a cielo abierto Arkham City en Arkham City. El juego tiene lugar en el centro de la ciudad, que se divide en tres zonas isleñas, con varios distritos como el Chinatown teñido de neón, el muelle industrial y los estudios de televisión de la ciudad. Oráculo ha establecido su sede de comunicaciones en la torre del reloj de Gotham, que también alberga una Baticueva improvisada.

## Desarrollo
En agosto de 2012, Paul Dini, escritor de los dos primeros juegos de la serie, dijo que no colaboraría en escribir una secuela de Arkham City. Él no escribió ninguno de los contenidos descargables de ese juego (incluyendo el DLC "La venganza de Harley Quinn" basado en una historia), y dijo que Warner Bros. y Rocksteady le sugirieron que aceptara otro trabajo si se lo ofrecían. Rocksteady optó por utilizar su propio equipo de escritores, dirigidos por el director del juego Sefton Hill, con elementos del guion de Martin Lancaster; Geoff Johns trabajó como consultor en la historia.
Arkham Knight fue anunciado en marzo de 2014, tras el material de comercialización filtrado a finales de febrero, con los creadores de la serie Rocksteady Studios volviendo a desarrollar el juego, tras el desarrollo de Arkham Origins de 2013 por Warner Bros. Games Montréal. Arkham Knight es descrito como el capítulo final de la serie Arkham. Rocksteady tuvo un final para la serie en mente desde el desarrollo de Arkham City. Gotham City fue rediseñada con calles más anchas para permitir el espacio para el Batmóvil añadido. Kevin Conroy regresa como la voz de Batman, habiéndolo hecho en Arkham Asylum y Arkham City, después de afirmar en la Dallas Comic Con de 2013 que había estado trabajando en "el siguiente Arkham". Esta afirmación llevó a la especulación desenfrenada que iba a repetir su papel como Batman en Batman: Arkham Origins, lo cual no fue el caso.
Rocksteady decidió al principio del desarrollo hacer a Arkham Knight solo para las siguientes consolas de próxima generación, que se consideraron para que puedan centrarse en usar los recursos del sistema al máximo sin contener sus ideas para dar cabida a los sistemas de generación más viejos. El juego permite hasta cuatro veces el número de enemigos que aparecen en pantalla, y los disturbios pueden presentar hasta cincuenta enemigos en pantalla que interactúan con el medio ambiente para aplastar objetos, y rociar grafitis. Los cambios técnicos también permiten que las escenas sean representadas en tiempo real en el motor de juego, donde las entregas anteriores habían utilizado vídeos pre-renderizados para compensar. Al describir la magnitud de la diferencia entre Arkham Knight y los juegos anteriores, el artista principal Albert Feliu dijo que un modelo único de personaje en Arkham Knight podría contener la misma cantidad de polígonos utilizados para representar la totalidad del ambiente de Arkham Asylum. Arkham Knight es el primero de la serie en utilizar el motor de simulación de física de Apex para que los objetos como telas, tales como la capa de Batman, reaccionen de forma realista con el movimiento o el viento. Warner Bros. apoyó el concepto de Rocksteady para el juego, pero ambas partes sintieron que tres años era demasiado tiempo de espera entre los juegos, por lo que Warner Bros. Games Montréal tuvo la tarea de crear la precuela, Arkham Origins, para llenar la brecha.
El juego no contará con un componente multijugador, como ha explicado el director del juego Sefton Hill: "Este es un juego de un solo jugador. No hay modo multijugador. Justo al comienzo esa era nuestra visión. Va a tomar todo nuestro esfuerzo por todo este tiempo. No tenemos el tiempo para hacer multijugador. [El equipo planea] centrarse en hacer la mejor experiencia de un solo jugador que podamos. No creemos que se necesita un elemento multijugador. Warner Bros. respaldó eso desde el principio.”

### Diseño
El Batimóvil de Batman era un aspecto del personaje que Rocksteady ha querido incluir en sus otros juegos de Arkham, pero estaban limitados por restricciones técnicas. Los diseñadores que trabajaron en conjunto con DC, optaron por mirar a su diseño anterior de Arkham Asylum, en vez de los modelos de la historia de los cómics y los medios de Batman, y evolucionar eso para cumplir con los requisitos necesarios de jugabilidad. El vehículo fue diseñado para integrarse con el recorrido a pie de Batman sin ser una carga; Hill declaró, "No queríamos que fuera como, 'Bueno, el Batmóvil es tan bueno que me voy a quedar adentro todo el tiempo.' o 'Batman es tan poderoso planeando que no voy a utilizar el Batmóvil.' Hay una clara necesidad de usar ambas cosas." Puede ser convocado con pulsar un botón, y Batman puede entrar y ser expulsado de él rápidamente, con la expulsión permitiéndole al personaje comenzar a planear al instante. A diferencia de Arkham Origins, Arkham Knight no cuenta con un sistema de viaje rápido ya que los diseñadores consideraron que moverse por la ciudad es parte del juego, y permitirle a los jugadores saltarse eso sería restar valor a la experiencia. Durante el desarrollo inicial, Rocksteady colocó un Batmóvil prototipo en el mapa existente de Arkham City, y aprendieron que la ciudad claustrofóbica diseñada para que Batman planeara y se anclara no funcionaba bien para conducir un vehículo. Gotham City fue así rediseñada con calles más anchas para dejar espacio para el Batmóvil y otro tráfico callejero para conducir sin chocar con las paredes, y los edificios se hicieron más altos para acomodar la capacidad de eyección del vehículo. Los edificios golpeados por el vehículo sufren daños cosméticos sin frenar el coche, ya que se consideró que ser impedido por una colisión al girar una esquina disminuiría el poder de la fantasía de conducir el Batmóvil.
Para rediseñar Gotham City, los diseñadores intentaron construir sobre la arquitectura gótica de los juegos anteriores al hacer una ciudad más creíble y densa. Junto a elementos menores como luces de neón, vallas publicitarias, y coches de estilo americano, el equipo desarrolló Ideas para las tiendas que se pueden encontrar en la ciudad, mientras que conserva una temática mugrienta y distópica. Describiendo el diseño, Hego dijo: "todo tipo de elemento que hemos añadido allí ... hace que toda la experiencia se sienta un poco fuera de tiempo. No podrías precisar si es de hace veinte años, de ahora o en diez años." "Queremos asegurarnos de que el mundo sea rico y lleno de cosas interesantes que hacer," dijo Hill. "No estamos tratando de crear el juego de mundo abierto más grande de la historia. Estamos tratando de crear un mundo abierto muy rico, vibrante y denso."
La armadura de Batman fue rediseñada para que coincida con el Batmóvil para que parezcan visualmente similares—con las mismas formas y texturas materiales y parecen funcionalmente compatibles con los métodos de alta velocidad en que el personaje entra y sale del vehículo. El diseño también añade la armadura sobre los hombros de Batman, cubriendo la capa expuesta anteriormente, para que parezca más factible que pueda sostener el peso de Batman sin fallar al planear. Para otros personajes que regresan, el director de arte David Hego dijo que los diseños fueron concebidos para mantenerlos interesantes después de que los jugadores los habían visto varias veces antes en los juegos anteriores, mientras que la ambientación otoñal del juego también necesitó un cambio en la ropa del personaje sobre el ambientación invernal de Arkham City. El Pingüino perdió su largo abrigo, y fue hecho para parecer más sucio, con su ropa mostrando signos de sudor y manchas de comida, y se afeitó la cabeza. Para Dos Caras, los diseñadores consideraron que el personaje no necesitaba cambiar de manera significativa, y en su lugar subraya sus rasgos de personaje ya existentes, en particular su piel desfigurada, utilizando referencias de piel quemada como inspiración. Del mismo modo, querían conservar las típicas caracterizaciones de Enigma como las camisas verdes adornadas con signos de interrogación, pero en cambio el diseño de los personajes evolucionó a través del juego, modificando su propio disfraz en respuesta a los eventos de la trama.
El villano titular del juego se crea específicamente para el juego, con el aporte del escritor de cómics Geoff Johns y el dibujante de cómics Jim Lee. Hill notó que Rocksteady quería presentar un antagonista que pudiera desafiar a Batman en igualdad de condiciones. Feliu afirmó que el diseño de Arkham Knight refleja su papel en el juego, así como su conocimiento de las tácticas y el estilo de lucha de Batman. Arkham Knight viste una versión militarizada de alta tecnología del Batitraje con antenas cortas que se asemejan a orejas de murciélago para burlarse de Batman. Su placa angular en el pecho actúa como un medio para desviar la garra del murciélago; su cinturón de herramientas, a diferencia del de Batman, es bajo; y sus guanteletes, botas y armaduras están influenciados por el diseño ligero de un avión de combate: "altamente resistente, irreflectante y totalmente intimidante". El casco holográfico de Arkham Knight oculta su identidad con un sintetizador de voz robótico, dando la impresión de una figura fantasmal, y su visor le proporciona una pantalla de visualización frontal para monitorear sus fuerzas de la milicia. Su traje tiene un patrón de camuflaje distintivo de "grises oscuros intercalados con toques de rojo [que] le permiten permanecer oculto entre las sombras lúgubres y los neones estridentes de los callejones y tejados de Gotham".

### Música
Nick Arundel regresa para componer la música para el juego, después de haber trabajado en Arkham Asylum y Arkham City previamente. Arundel es ayudado por David Buckley, remplazando a Ron Fish quien había trabajado con Arundel en los juegos anteriores. Arundel declaró: "Una de las cosas buenas de hacer una secuela, es que tienes la oportunidad de hacer de nuevo [las cosas que querías cambiar], de revisar las cosas. "Yo no hice esa pista tan bien como pude ", por lo que vamos a hacer una versión de eso, vamos a mejorarla ... Tenemos una serie de material que queremos mantener constante, al igual que el tema de Batman ... queríamos mantener [ese] tema y adaptarlo más a la historia de este juego. Cómo sacaremos el elemento del Espantapájaros de ese sólo tema." Arundel agregó que Buckley estaba dispuesto a trabajar dentro de la música que ya había creado, a diferencia de querer añadir su toque personal a la misma. Buckley recibió la obra de Arundel de Arkham Asylum para ayudar a crear nuevas variaciones sobre los acordes y la melodía del tema original. La canción "the wretched" de Nine Inch Nails, Fue incluida en el juego, y apareció en uno de los Tráileres.
Lista de tracks
- 1. Arkham Knight - Main Theme (0:00 - 2:21)
- 2. How it Happened (2:22 - 5:49)
- 3. Evening the Odds (5:50 - 9:30)
- 4. Nature Always Wins (9:31 - 12:03)
- 5. Pursuit (12:04 - 15:50)
- 6. Clock Tower (15:51 - 17:09)
- 7. Invasion (17:10 - 19:59)
- 8. Remnants (20:00 - 26:40)
- 9. Scum, Criminals, and Worse (26:41 - 28:09)
- 10. Gunrunner (28:10 - 30:37)
- 11. On the Hunt (30:38 - 33:38)
- 12. Vendetta (33:39 - 35:22)
- 13. Allegiance (35:23 - 36:56)
- 14. Nowhere to Run (36:57 - 38:29)
- 15. Lost Soul (38:30 - 40:18)
- 16. Guardian (40:19 - 43:47)
- 17. Dark Skies (43:48 - 47:14)
- 18. Insurgency (47:15 - 49:18)
- 19. Bodycount (49:19 - 53:24)
- 20. The Chamber (53:25 - 54:35)
- 21. Fear Within (54:36 - 56:35)
- 22. Inner Demon (56:36 - 58:36)
- 23. Darkest Knight (58:37 - 59:49)
- 24. All Who Follow You (59:50 - 1:02:18)
- 25. Trauma (1:02:19 - 1:04:33)
- 26. Contingency (1:04:34 - 1:06:08)
- 27. Crowd Control (1:06:09 - 1:07:21)
- 28. the wretched - Nine Inch Nails
- 29. Mercy - Muse
- 30. I've got you under my skin - Frank Sinatra

## Lanzamiento
Batman: Arkham Knight se lanzó para PlayStation 4, Xbox One y Microsoft Windows el 23 de junio de 2015. El juego fue programado originalmente para ser lanzado el 14 de octubre de 2014, que a su vez fue retrasado al 2 de junio de 2015. Por el retraso, el gerente de marketing de juegos de Rocksteady, Guy Perkins, afirmó, "Si no le damos al equipo más tiempo para hacerlo, estaríamos lanzando algo con lo que no estábamos contentos. Queremos asegurarnos de que estamos dando en el clavo en un 100%." Dos ediciones Edición Coleccionista también se anunciaron: la edición limitada contiene el juego en una caja de metal, un libro de arte conceptual de 80 páginas, un cómic volumen de Arkham Knight edición #0, tres trajes alternativos para Batman basados en The New 52 de DC Comics, y una estatua de Batman. La edición Batmóvil, que estaba planeado incluyera los objetos de la edición limitada además de una escultura del vehículo de Batman, fue cancelada por Warner Bros. días antes del lanzamiento del juego por "no cumplir con los niveles de calidad esperados". Una edición limitada de PlayStation 4 también fue lanzada, con una consola y controlador "gris plateado" con un frontal de Batman personalizado.
En febrero de 2015, se reveló que Arkham Knight ha recibido una calificación de "Maduro" de la ESRB, en lugar de las clasificaciones de "Adolescentes" que obtuvieron las entregas anteriores de la franquicia. Hill y el equipo de Rocksteady quedaron sorprendidos por la calificación; Hill explicó que no crearon el juego con una calificación específica en mente, pero que "es inevitable que algunas cosas malas sucedan. Pero eso no significa que cambiemos nuestro enfoque. No incluimos sangre gratuita o palabrotas. Queremos ofrecer un verdadero fin sin compromisos, y eso nos lleva a lugares oscuros". Aunque no elaboró qué contenido en particular provocó la calificación "M", Hill notó que un "análisis de calificaciones" de Warner Bros. indicó que el contenido de ciertas escenas "clave" en el juego podría tener un impacto en su calificación. El equipo decidió mantener el contenido ofensivo para que no "pusiera en peligro" su visión de juego y su temática. En una explicación en profundidad del contenido del juego, la ESRB reveló la existencia de escenas en las que los jugadores pueden "tirotear a personajes desarmados y un rehén", y escenas de tortura que tienen lugar en una "mesa quirúrgica ensangrentada", así como usar el volante de un vehículo.

### Contenido adicional
Harley Quinn es un personaje jugable a través de contenido descargable en una misión basada en la historia, con sus propias armas y habilidades; el contenido también incluye cuatro mapas de desafío para el personaje. El DLC centrado en Quinn sigue al personaje mientras se infiltra en la ciudad de Blüdhaven para atacar la comisaría y rescatar a su compañera en el crimen, Hiedra Venenosa. La versión de PlayStation 4 incluirá exclusivamente el DLC "Pesadillas del Espantapájaros". El contenido representa una Gotham City que ha sucumbido al gas del miedo del Espantapájaros, transformándola en una imagen retorcida de pesadilla de sí misma, a cargo de un Espantapájaros imponente y su ejército de muertos vivientes. Red Hood es también un personaje jugable al reservar el contenido descargable en una misión impulsada por la historia.
Se facilitaron una serie de trajes alternativos y diseños para Batman y el Batmóvil. Los trajes de Batman incluyen diseños usados en la serie de televisión de los 60s; Liga de la Justicia 3000; y tres basados en The New 52.
En el DLC "La era de la infamia" puedes jugar de nuevo como Batman en nuevas misiones. Este DLC contiene 4 misiones nuevas de las cuales cada una contiene un jefe nuevo y también agrega partes nuevas al mapa para que el jugador pueda explorar y tener una experiencia de juego mejor. Los 4 personajes de este DLC son los que siempre han ocupado un lugar en las saga de Arkham: Ra's al Ghul, el Sombrerero Loco, Sr. Frío y Killer Croc, siendo Killer Croc la pieza clave de este DLC ya que esta misión daría el fin definitivo a la saga de Arkham.

### Comercialización
El juego hubiera sido lanzado durante la celebración del 75 Aniversario de Batman en 2014, y DC presentó la exposición de arte "Cape/Cowl/Create" en San Diego Comic-Con International en julio de 2014. La exposición contó con artistas contemporáneos pintando sobre una capa y una capucha diseñadas por Asher Levine y basadas en el Battraje del juego. En diciembre de 2014, un primer cómic digital precuela fue anunciado, escrito por Peter J. Tomasi, con el arte de Viktor Bogdanovic y Art Thibert, y portadas de Dan Panosian. El cómic continúa los eventos de Arkham City y fue lanzado digitalmente en febrero de 2015, con la primera versión impresa ofreciendo una colección de volúmenes digitales en marzo de 2015. Tomasi dijo que el cómic ha "contenido historias, pero no es una historia excesiva que [va] derecho al lanzamiento del juego, y más allá." Una novelización del juego, escrita por el escritor de cómics Marv Wolfman, fue lanzada junto con el juego. En abril de 2015, un segundo cómic, Batman: Arkham Knight – Genesis, fue anunciado centrado en torno al origen del Caballero de Arkham. La miniserie mensual de seis números, escrita una vez más por Tomasi con dibujos de Alisson Borges, será lanzado a partir de julio de 2015.

## Recepción
Batman: Arkham Knight recibió el premio de Game Informer por Mejor Juego de Acción visto en el E3 2014 en junio de 2014. También recibió el Mejor Juego de Xbox One de IGN por sus premios de E3 2014, mientras se hacía finalista para Juego del Show y Mejor Juego de PlayStation 4. Los Game Critics Awards de 2014 le otorgaron a Arkham Knight el Mejor Juego de Acción/Aventura, mientras lo nominaba para Mejor del Show y Mejor Juego de Consola. En los Golden Joystick Awards de 2014, Arkham Knight fue nominado para el juego Más Buscado. En diciembre de 2014, la publicación británica MCV informó que Arkham Knight era el título más esperado para los minoristas de la región, por delante de Halo 5: Guardians, Evolve, The Order: 1886, y Uncharted 4: A Thief's End. Arkham Knight fue el juego más vendido del mes de junio y el juego qué más rápido se vendió en el 2015 solo por detrás de Mortal Kombat X. Ha vendido más copias que cualquier juego de Batman jamás lanzado. Para octubre de 2015 había vendido 5 millones de copias.